# Lista monumentelor istorice din județul Dâmbovița - L

Simbol utilizat pentru monumentele istorice

Lista monumentelor istorice din județul Dâmbovița - L cuprinde monumentele istorice înscrise în Patrimoniul cultural național al României și aflate în localități din județul Dâmbovița al căror nume începe cu litera L. 
Lista completă este menținută și actualizată periodic de către Ministerul Culturii, Cultelor și Patrimoniului Național din România, prin intermediul Institutului Național al Patrimoniului, ultima versiune datând din 2015. Această listă cuprinde și actualizările ulterioare, realizate prin ordin al ministrului culturii.
Puteți căuta un monument din județul Dâmbovița folosind formularul de mai jos sau puteți naviga prin toate monumentele din județ la lista monumentelor istorice din județul Dâmbovița.
| Cod LMI                              | Denumire                                                | Localitate                          | Localizare                                                                                           | Datare, Creatori                   | Imagine               | Erori             |
| ------------------------------------ | ------------------------------------------------------- | ----------------------------------- | --- | ---------------------------------- | --------------------- | ----------------- |
| DB-I-s-B-17065 (RAN: 66759.01)       | Necropolă tumulară                                      | sat Lazuri; comuna Comișani         | „Islaz”, la NE de localitate și la 0,5 km V de biserică                                              | Epoca bronzului                    | Încarcă foto \| video | Raportează eroare |
| DB-I-s-B-17066 (RAN: 66759.02)       | Situl arheologic de la Lazuri, punct „SMA”              | sat Lazuri; comuna Comișani         | „SMA”, la ieșirea spre N din localitate, a V de DJ 711                                               |                                    | Încarcă foto \| video | Raportează eroare |
| DB-I-m-B-17066.01 (RAN: 66759.02.02) | Așezare                                                 | sat Lazuri; comuna Comișani         | „SMA”, la ieșirea spre N din localitate, imediat la V de DJ 711                                      | sec. IV p. Chr., Epoca daco-romană | Încarcă foto \| video | Raportează eroare |
| DB-I-m-B-17066.02 (RAN: 66759.02.01) | Așezare                                                 | sat Lazuri; comuna Comișani         | „SMA”, la ieșirea spre N din localitate, imediat la V de DJ 711                                      | Epoca bronzului                    | Încarcă foto \| video | Raportează eroare |
| DB-I-s-B-17067 (RAN: 67782.01)       | Siliștea satului Lucieni                                | sat Lucieni; comuna Lucieni         | „Biserică”, pe terasa joasă a Dâmboviței, la 1 km N de limita de NV a localității                    | Epoca medievală                    | Încarcă foto \| video | Raportează eroare |
| DB-I-s-B-17068 (RAN: 67782.02)       | Siliștea satului Râpeni                                 | sat Lucieni; comuna Lucieni         | „Râpe”, la 1 km SE de localitate (cartier Ciurari), în lunca Dâmboviței, pe malul drept              | sec. XVI - XVIII, Epoca medievală  | Încarcă foto \| video | Raportează eroare |
| DB-I-s-B-17069 (RAN: 67915.01)       | Situl arheologic de la Lungulețu, punct „În Poieniță”   | sat Lungulețu; comuna Lungulețu     | „În Poieniță”, la 2 km S de localitate, la E de DC Lungulețu-Poiana și la 0,2 km N de satul Poienița |                                    | Încarcă foto \| video | Raportează eroare |
| DB-I-m-B-17069.01 (RAN: 67915.01.03) | Așezare                                                 | sat Lungulețu; comuna Lungulețu     | „În Poieniță”, la 2 km S de localitate, la E de DC Lungulețu-Poiana și la 0,2 km N de satul Poienița | sec. IV p. Chr., Epoca daco-romană | Încarcă foto \| video | Raportează eroare |
| DB-I-m-B-17069.02 (RAN: 67915.01.02) | Așezare                                                 | sat Lungulețu; comuna Lungulețu     | „În Poieniță”, la 2 km S de localitate, la E de DC Lungulețu-Poiana și la 0,2 km N de satul Poienița | Latène, Cultura geto-dacică        | Încarcă foto \| video | Raportează eroare |
| DB-I-m-B-17069.03 (RAN: 67915.01.01) | Așezare                                                 | sat Lungulețu; comuna Lungulețu     | „În Poieniță”, la 2 km S de localitate, la E de DC Lungulețu-Poiana și la 0,2 km N de satul Poienița | Epoca bronzului                    | Încarcă foto \| video | Raportează eroare |
| DB-I-s-B-17070 (RAN: 67915.02)       | Așezare                                                 | sat Lungulețu; comuna Lungulețu     | „Vlăsceni”, la 0,3 km SV de capătul de S al localității, pe partea stângă a pârâului Baiul, spre sat | Latène, Cultura geto-dacică        | Încarcă foto \| video | Raportează eroare |
| DB-II-m-B-17541                      | Biserica „Sf. Arhangheli Mihail și Gavril”              | sat Lazuri; comuna Comișani         | Str. Bisericii 144                                                                                   | 1821 - 1831                        | Încarcă foto \| video | Raportează eroare |
| DB-II-m-B-17540 (RAN: 67559.01)      | Biserica „Sf. Nicolae”, „Sf. Ilie”                      | sat Lăculețe; comuna Glodeni        | Str. Lăculețe 83                                                                                     | 1646, ref. sec. XVIII și sec. XIX  | Încarcă foto \| video | Raportează eroare |
| DB-II-m-B-17542                      | Biserica „Cuvioasa Paraschiva”                          | sat Lucieni; comuna Lucieni         | 932                                                                                                  | 1870                               | Încarcă foto \| video | Raportează eroare |
| DB-II-m-B-17543                      | Banca Populară de Credit                                | sat Lucieni; comuna Lucieni         | | 1903 - 1908                        | Încarcă foto \| video | Raportează eroare |
| DB-II-m-B-17544                      | Casa Georgescu                                          | sat Lucieni; comuna Lucieni         | 148                                                                                                  | sf. sec. XIX                       | Încarcă foto \| video | Raportează eroare |
| DB-II-m-A-17545 (RAN: 67844.01)      | Biserica „Adormirea Maicii Domnului”                    | sat Ludești; comuna Ludești         | Pe ulița principală                                                                                  | 1660 - 1682                        | Încarcă foto \| video | Raportează eroare |
| DB-II-m-B-17547                      | Casa Maria Lica                                         | sat Ludești; comuna Ludești         | | sec. XIX                           | Încarcă foto \| video | Raportează eroare |
| DB-II-m-B-17548                      | Casa Maria N. Stănescu                                  | sat Ludești; comuna Ludești         | | sec. XIX                           | Încarcă foto \| video | Raportează eroare |
| DB-II-m-B-17549                      | Casa Gheorghe Togan                                     | sat Ludești; comuna Ludești         | | sec. XIX                           | Încarcă foto \| video | Raportează eroare |
| DB-II-m-B-17594                      | Școala                                                  | sat Lunca (Moroeni); comuna Moroeni | Str. Principală                                                                                      | înc. sec. XX                       | Încarcă foto \| video | Raportează eroare |
| DB-II-m-B-17552                      | Casa Artenie Alexe                                      | sat Lunca (Moroeni); comuna Moroeni | Str. Principală 71                                                                                   | sf. sec. XIX                       | Încarcă foto \| video | Raportează eroare |
| DB-II-m-B-17550                      | Casa Ion Ciorănescu, azi sediu primărie                 | sat Lunca (Moroeni); comuna Moroeni | Str. Principală 118                                                                                  | înc. sec. XX                       | Încarcă foto \| video | Raportează eroare |
| DB-II-m-A-17554 (RAN: 67915.03)      | Biserica „Sf. Arhangheli Mihail și Gavril” - la Pantazi | sat Lungulețu; comuna Lungulețu     | | 1780 - 1790                        | Încarcă foto \| video | Raportează eroare |
| DB-IV-m-A-17826                      | Cruce de piatră                                         | sat Lucieni; comuna Lucieni         | Lângă biserică                                                                                       | 1650                               | Încarcă foto \| video | Raportează eroare |